# Opus Eponymous
Opus Eponymous (en latín: trabajo autotitulado) es el álbum de estudio debut de la banda de heavy metal sueca Ghost, publicado el 18 de octubre de 2010. Grabado en el pueblo natal de la banda, Linköping, y producido por Gene Walker, el álbum fue publicado en el sello discográfico independiente Rise Above Records y fue nominado para los Grammis de 2011. Fue publicado en Estados Unidos el 18 de enero de 2011, y en Japón el 6 de abril de 2011. La versión japonesa contiene una bonus track adicional; un cover de la canción de The Beatles, «Here Comes the Sun».

## Historia
Un Nameless Ghoul explicó que las canciones de Opus Eponymous fueron escritas en 2007 y 2008, alrededor de dos años antes del lanzamiento del álbum. Fueron las canciones lo que causó que Ghost se convirtiera en una banda teatral con su tema satánico, "Muy pronto, cuando el material venga junto en la fase del proyecto antes de que fuese actualmente una banda, cuando era un logo y un par de canciones, que se reunieron por sí mismas porque el material y las letras gritadas en exceso comprometían al lado oscuro. Es difícil hacer eso creíble y realmente misterioso. Lo que pensamos cuando escuchamos las canciones es básicamente lo que es la banda ahora.", explicó un Ghoul. Un miembro dijo que fue la canción «Stand by Him» la que proclamó el comienzo de la banda; "mientras estábamos todos juntos en otra banda, Ghost comenzó cuando toqué un riff para ellos. Dije que ese era probablemente el riff más heavy que ha existido. Luego les mostré el riff introductorio de «Stand by Him». Cuando el coro vino a mi, atrapó mis sueños. Cada vez que agarraba la guitarra, terminaba tocando esa progresión, y cuando ajusté las palabras en él, parecía gritar por una letra satánicamente orientada. Esto fue en 2006. Cuando vinimos con el nombre de Ghost, pareció solamente natural el construir esta fundación de imágenes heavy. Dentro de ese concepto fuimos capaces de combinar nuestro amor por las películas de terror y, por supuesto, las tradiciones del metal escandinavo".
El álbum fue grabado en curso de unas semanas en un sótano del estudio en la ciudad natal de la banda, Linköping. Fue mezclado y masterizado por Jaime Gómez Arellano (Ulver, Angel Witch) en Orgone Mastering en Londres. Un Nameless Ghoul dijo "nosotros hicimos todo con una Gibson SG estándar", y explicó que ellos estaban limitados por la oposición a su segundo álbum "eso es el porqué varias guitarras suenan más a metal tradicional". Otro fijó que "nosotros interpretamos todo en un Thunderverb 50 de Orange. Para obtener una verdadera vibra setentera, nosotros retrasamos la ganancia lo más posible sin perder el tono. Encontramos que la gama media era realmente importante también. Por eso usamos amplificadores Orange".
La canción «Elizabeth» trata sobre Isabel Báthory. Las canciones «Con Clavi Con Dio» y «Genesis» son valses acelerados.
Hablando acerca de por qué hicieron el cover de «Here Comes the Sun», un Ghoul dijo "He sido fan de Beatles incluso más de lo que he estado escuchando hard rock, así que tenía sentido"." Explicó que la banda elige covers para interpretar basados en si pueden adaptarlas en su estilo; "Nosotros intentamos encontrar el ángulo de eso e invertirlo. Y eso es algo que es una especie de receta de Ghost para hacer covers, tiene que ser una canción que tenga una especie de calidad de la lengua en la mejilla para hacerlo. Y esa canción simplemente gritaba “cover”".
El tema de Opus Eponymous se enlaza con el segundo, Infestissumam; "Todo el primer álbum fue acerca de una oscuridad que se acerca, una perdición inminente. Mientras que el nuevo álbum es acerca de algo presente, y literalmente el nuevo álbum trata con la presencia del Anticristo, el Demonio." El primer álbum terminó en el "Génesis", el nacimiento del Anticristo, Infestissumam continúa adelante luego de su nacimiento.

## Recepción
Opus Eponymous entró en el Top 60 de las listas Sverigetopplistan en el número 59, quedándose en las listas por cinco semanas y alcanzando el puesto 50. El álbum fue nominado para los Grammis de 2011 en la categoría de Mejor Álbum de Hard Rock. En la edición de junio de 2011 de la revista Sweden Rock, fue llamado el tercer mejor álbum en la década pasada, siendo los dos primeros The Final Frontier y A Matter of Life and Death de Iron Maiden. La portada del álbum fue declarada la cuarta mejor de 2010 por la revista Revolver. Noisecreep listó la versión de Ghost de «Here Comes the Sun» en el número 6 en su lista de los Diez Mejores Covers de Metal.
En 2015, Benjamin Hedge Olson de PopMatters llamó a Opus Eponymous un clásico del siglo XXI; "La producción rezuma justo en el clavo de la atmósfera temprana ochentera, las letras eran descaradamente satánicas pero sin ser tontas, y quienquiera que sea el Nameless Ghoul que escribió estas canciones fue un maestro de la melodía y de engancharte".

## Lista de canciones
Todas las canciones escritas y compuestas por "A Ghoul Writer", a excepción de la pista 10, escrita y compuesta por George Harrison. 
| N.º   | Título              | Duración |  |
| 1.    | «Deus Culpa»        | 1:34     |  |
| 2.    | «Con Clavi Con Dio» | 3:33     |  |
| 3.    | «Ritual»            | 4:28     |  |
| 4.    | «Elizabeth»         | 4:01     |  |
| 5.    | «Stand by Him»      | 3:56     |  |
| 6.    | «Satan Prayer»      | 4:38     |  |
| 7.    | «Death Knell»       | 4:36     |  |
| 8.    | «Prime Mover»       | 3:53     |  |
| 9.    | «Genesis»           | 4:03     |  |
| 34:41 |                     |          |  |

| Edición japonesa |                                             |          |  |
| N.º              | Título                                      | Duración |  |
| 10.              | «Here Comes the Sun» (cover de The Beatles) | 3:24     |  |
| 38:05            |                                             |          |  |

## Personal
Ghost
- Papa Emeritus  – Voz
- Nameless Ghouls – Guitarra , bajo , teclado , batería , guitarra rítmica

Personal técnico
- Gene Walker - producción
- Jaime Gómez Arellano - mezclado, masterización
- Simon Söderberg - grabación
- Joakim Kärling - grabaciones adicionales
- Basilevs 254 - arte
- Trident Arts - diseño